# Pantanal de Aquidauana

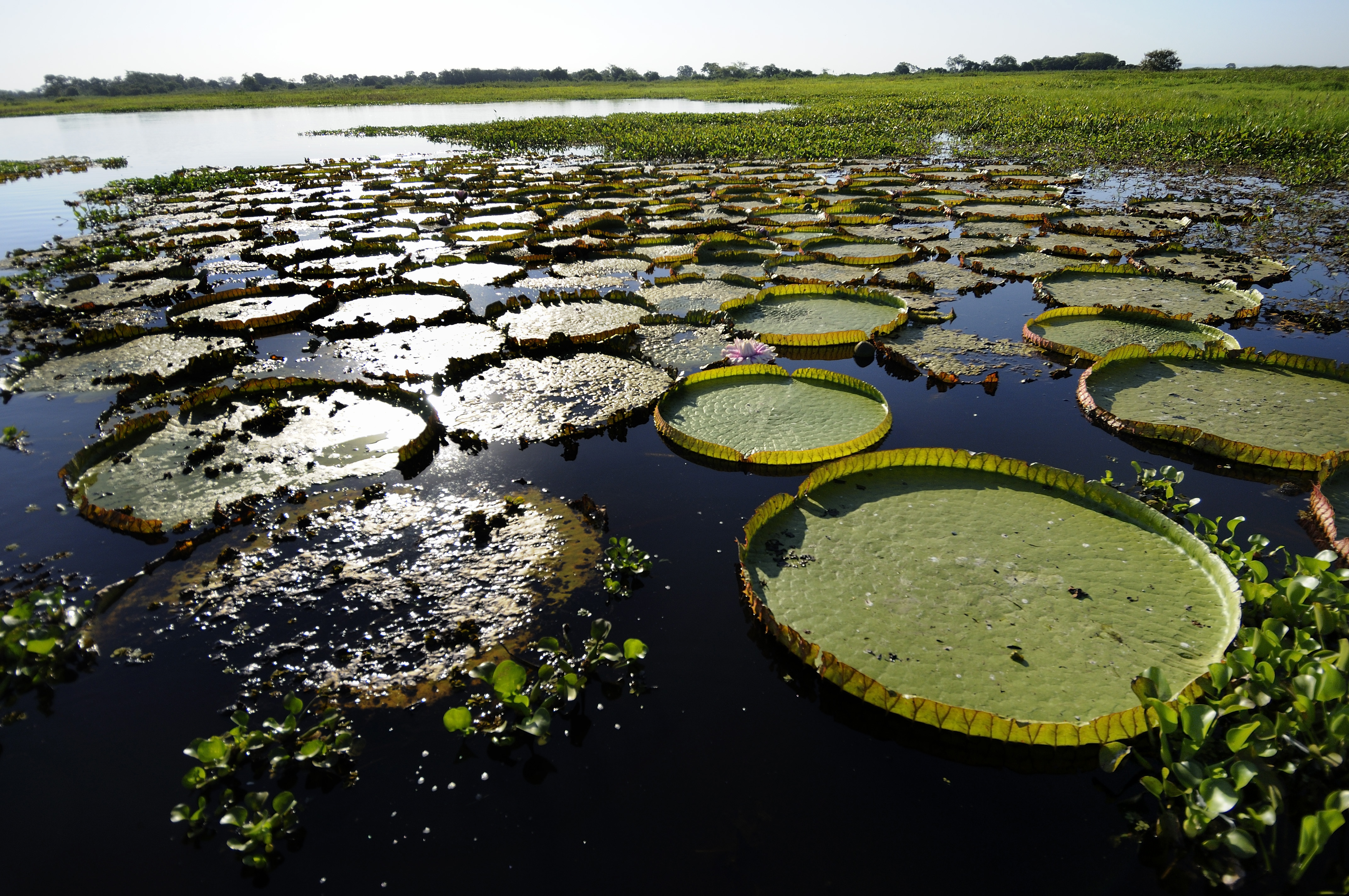
Vitórias-régias localizadas no pantanal.

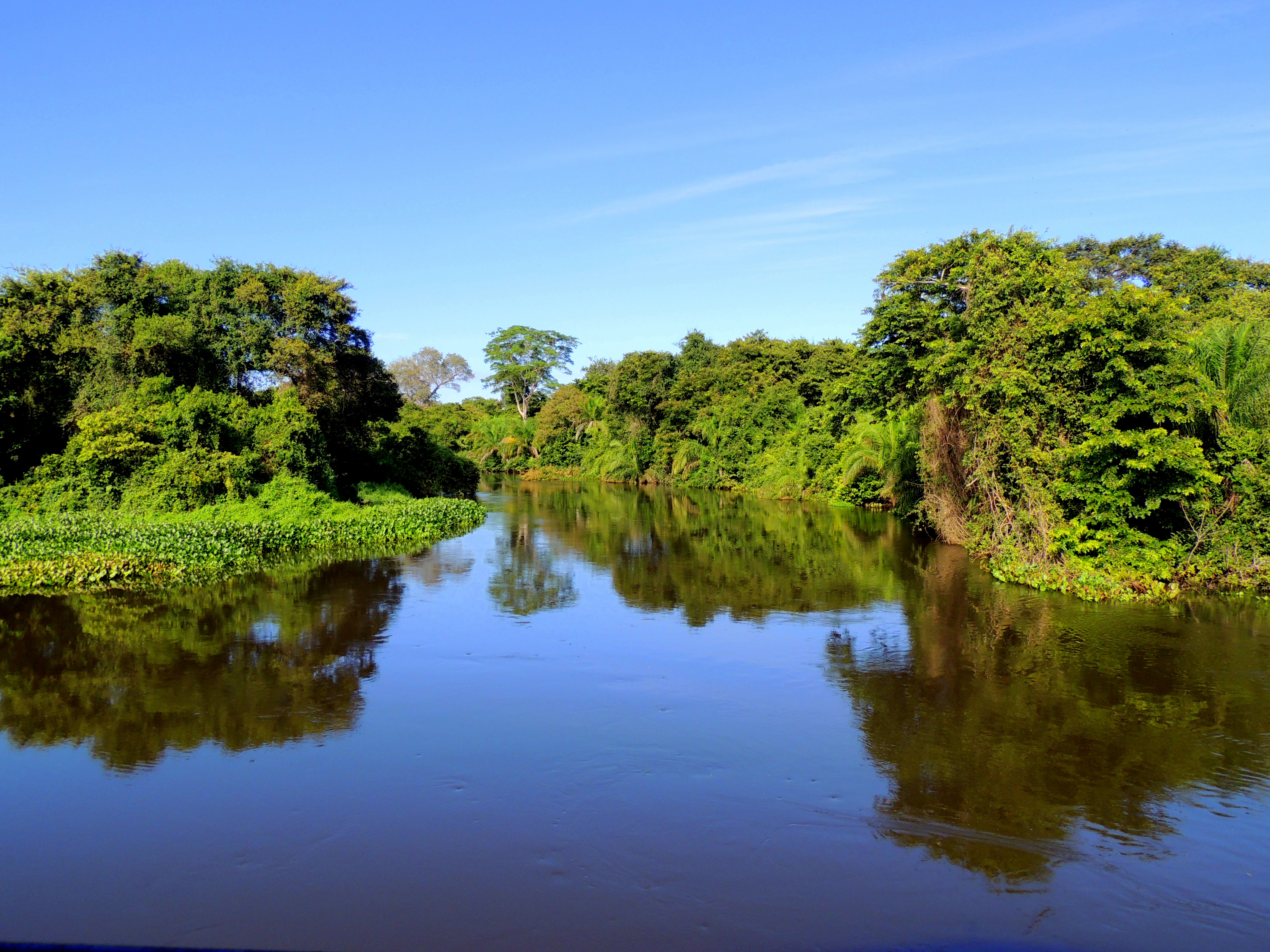

Pantanal de Aquidauana é uma das oito sub-regiões do Complexo do Pantanal, localizada no Pantanal Sul, Mato Grosso do Sul. Localiza-se entre a divisa com o Cerrado. Seus rios principais são o Aquidauana e o Baixo Negro. Parte das águas provém da Serra da Bodoquena, que possui formação calcária e acaba por contribuir com a grande quantidade de carbonato de cálcio dissolvido nas águas. As lagoas da região contam com moluscos de cascas muito espessas, devido ao carbonato dissolvido nas suas águas. Tem como principais pontos de referencia as Serras de Piraputanga e Maracaju.